# Lazzaretto di Ancona
Lazzaretto di Ancona, eller Mole Vanvitelliana, är ett italienskt lasarett och en karantänsstation från 1700-talet vid Ancona.
Lazzaretto di Ancona är en pentagonformad byggnad som är byggt på en konstgjord ö vid Anconas hamn. Den hade ursprungligen ingen förbindelse med land, men förbinds numera med land med tre broar. Byggprojektet initierades av påven Clemens XII och anläggningen ritades av Luigi Vanvitelli. Den uppfördes 1733−43 och var helgad åt Den helige Rochus, skyddshelgonet för lepra. I mitten fanns en separat byggnad för resenärer och varor till hamnen, vilka misstänktes vara smittade. 
Anläggningen har över åren använts för olika ändamål, framför allt militära, från 1800-talet. Den används nu som byggnad för Museum Tattile Omero och som utställningslokaler.

## Bildgalleri

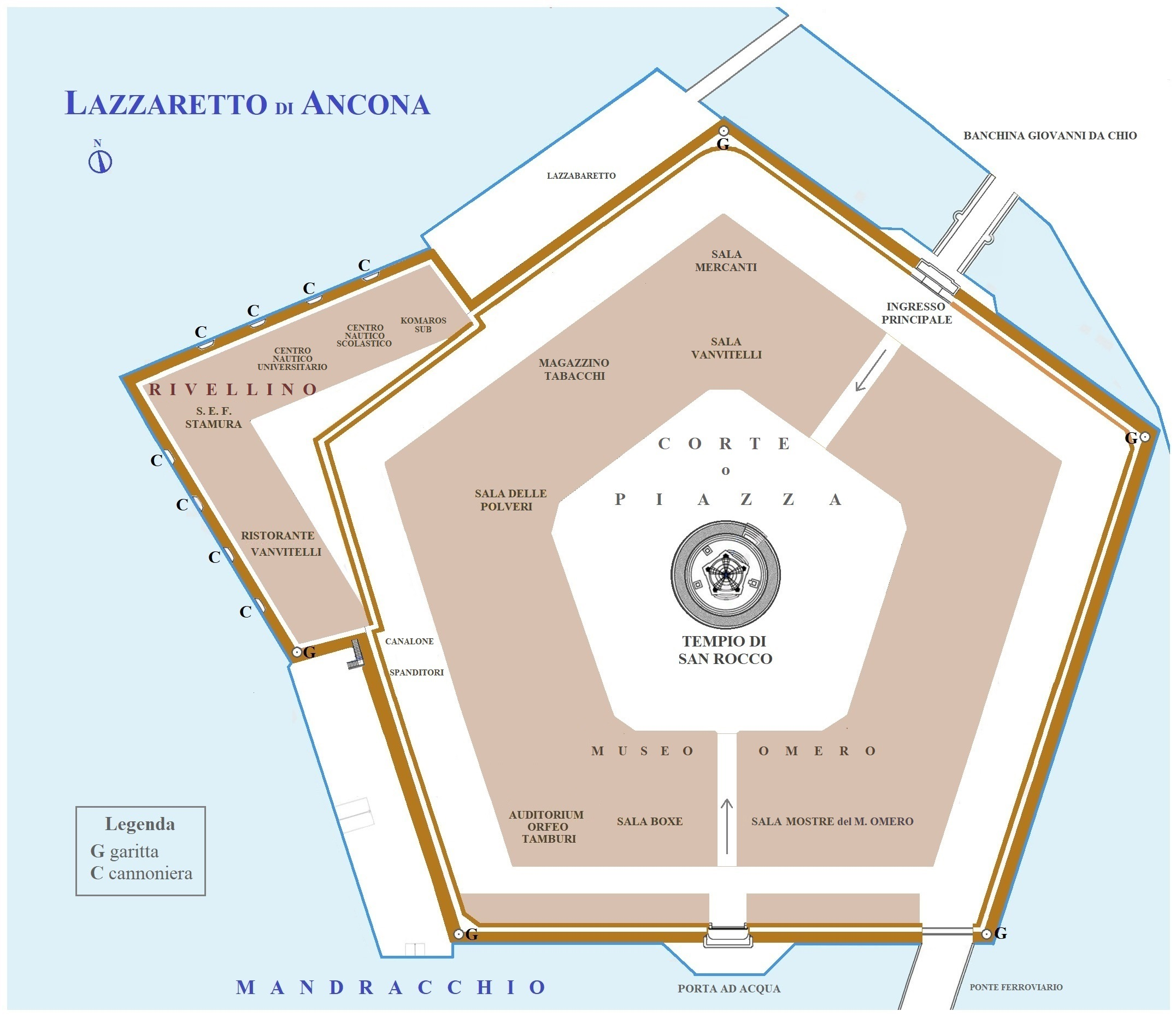
Karta över Lazzaretto
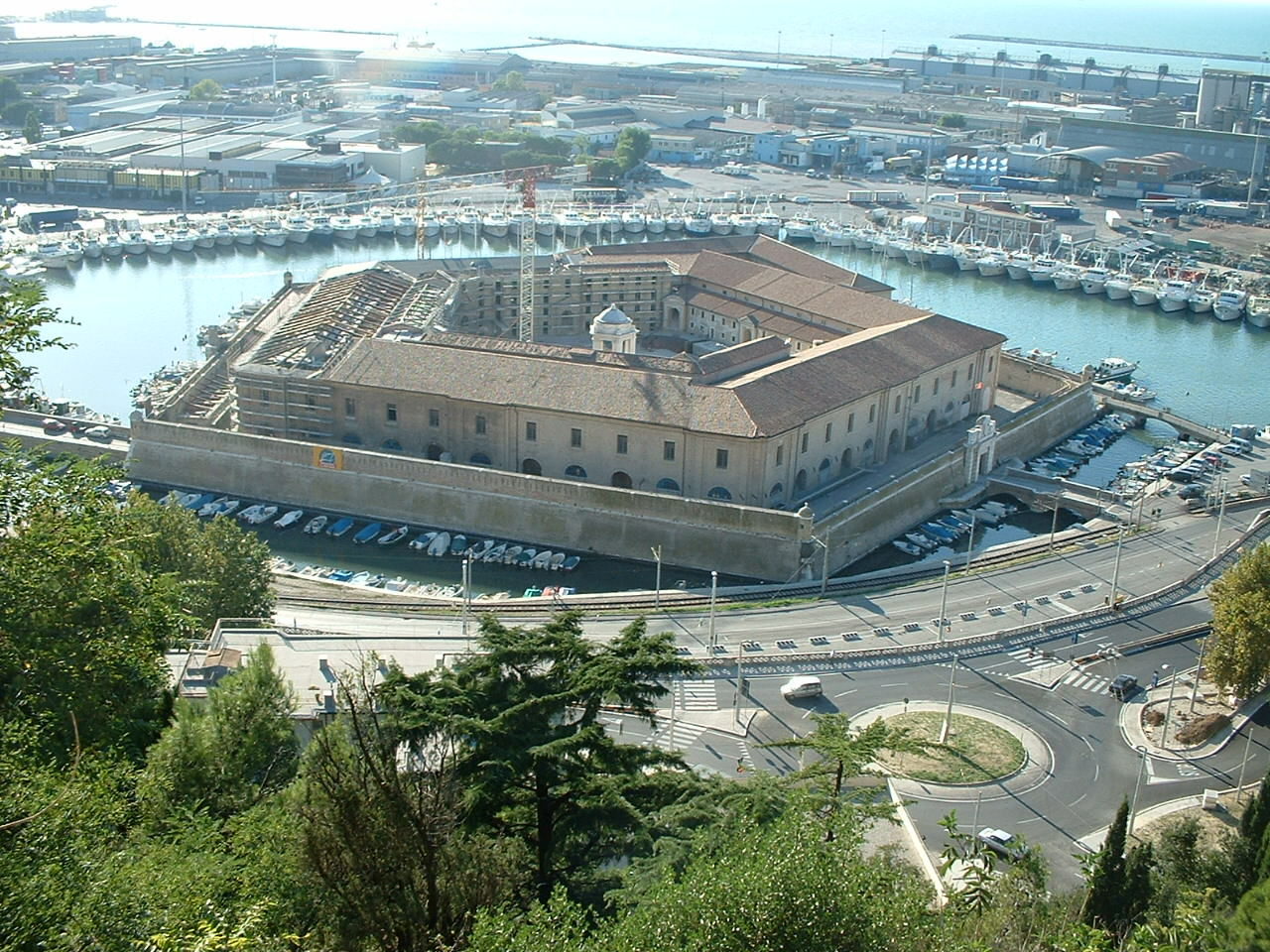
Översiktsbild.
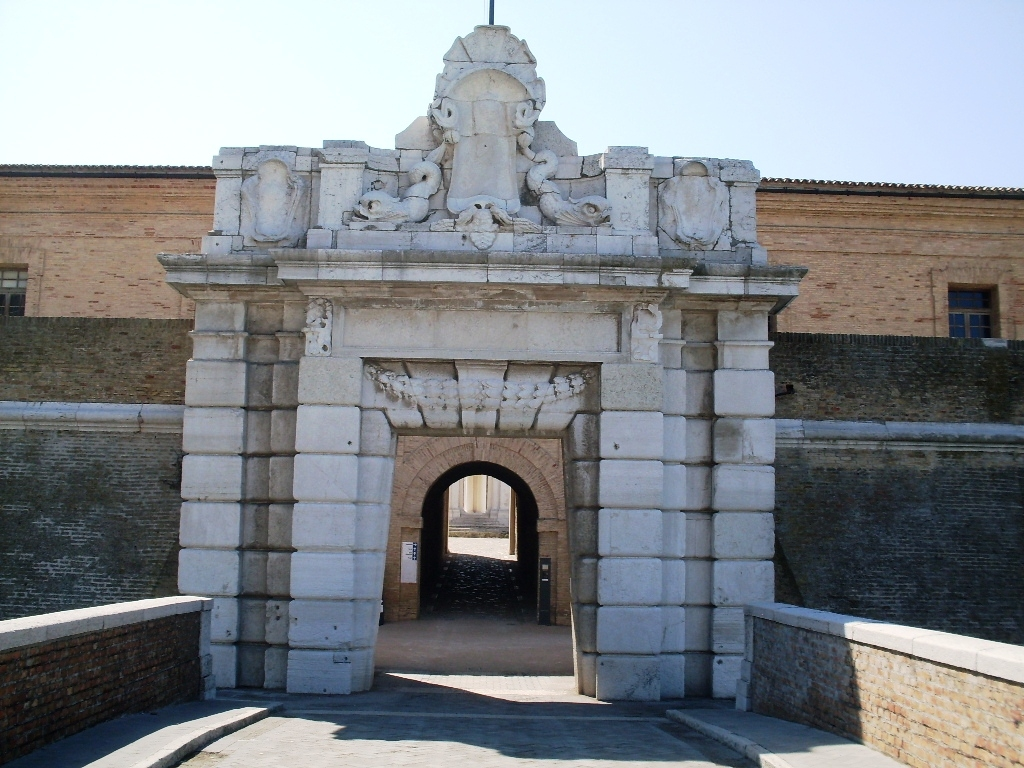
Ingång.
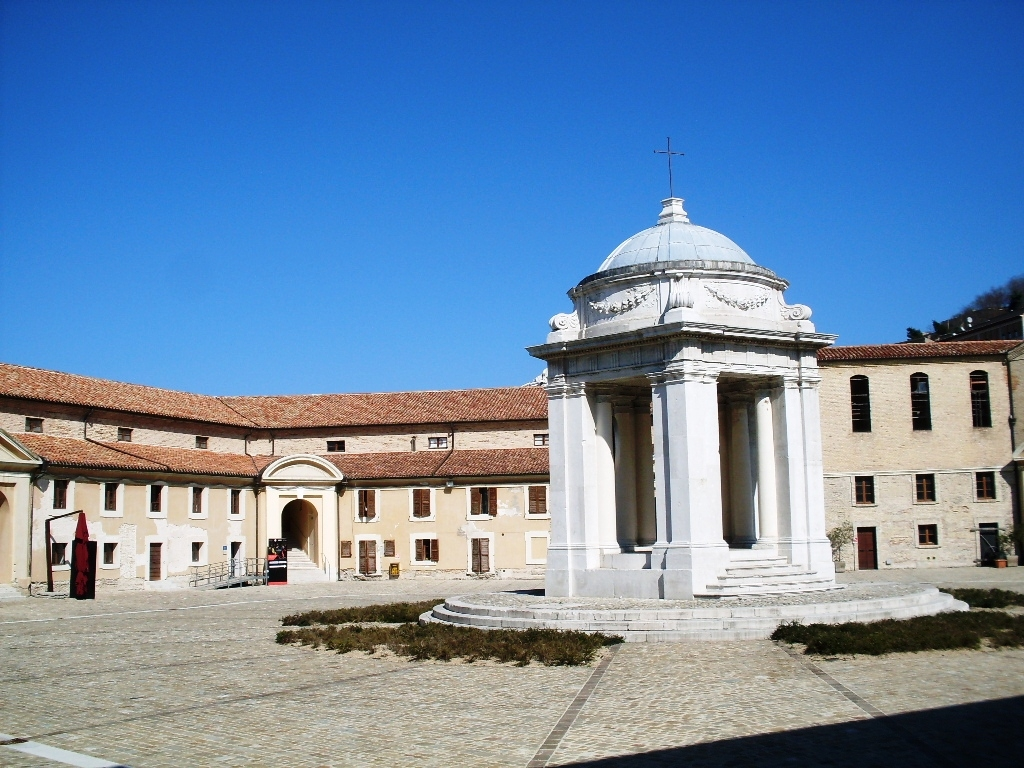
Borggården, med Tempietto.
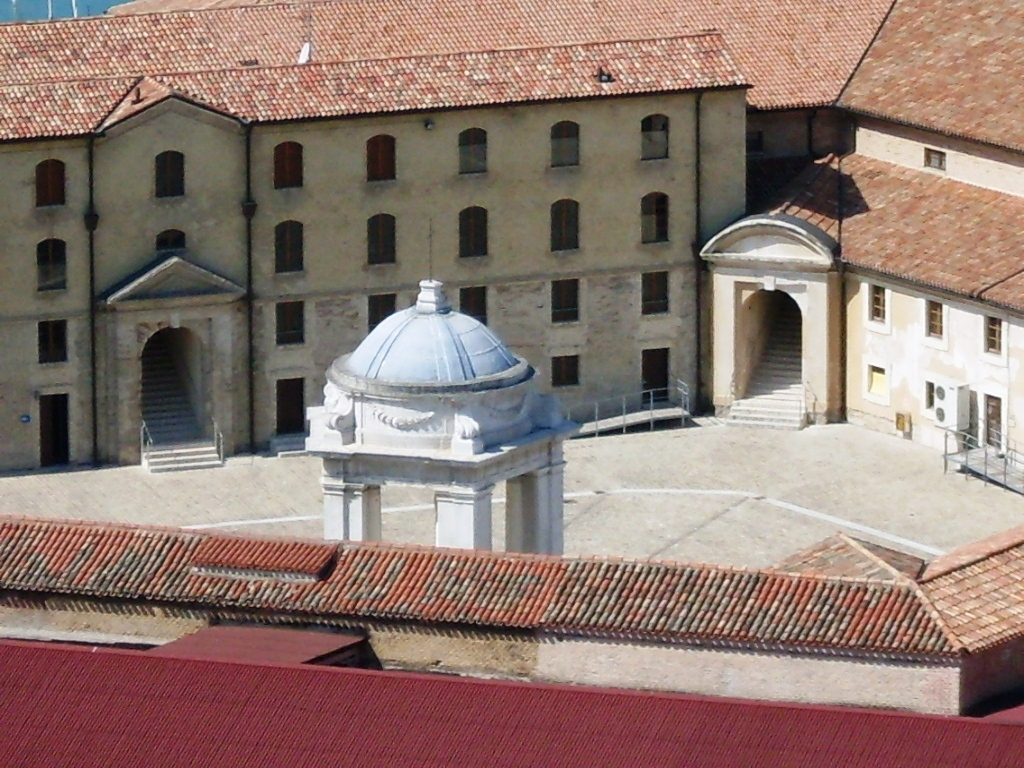
top view.
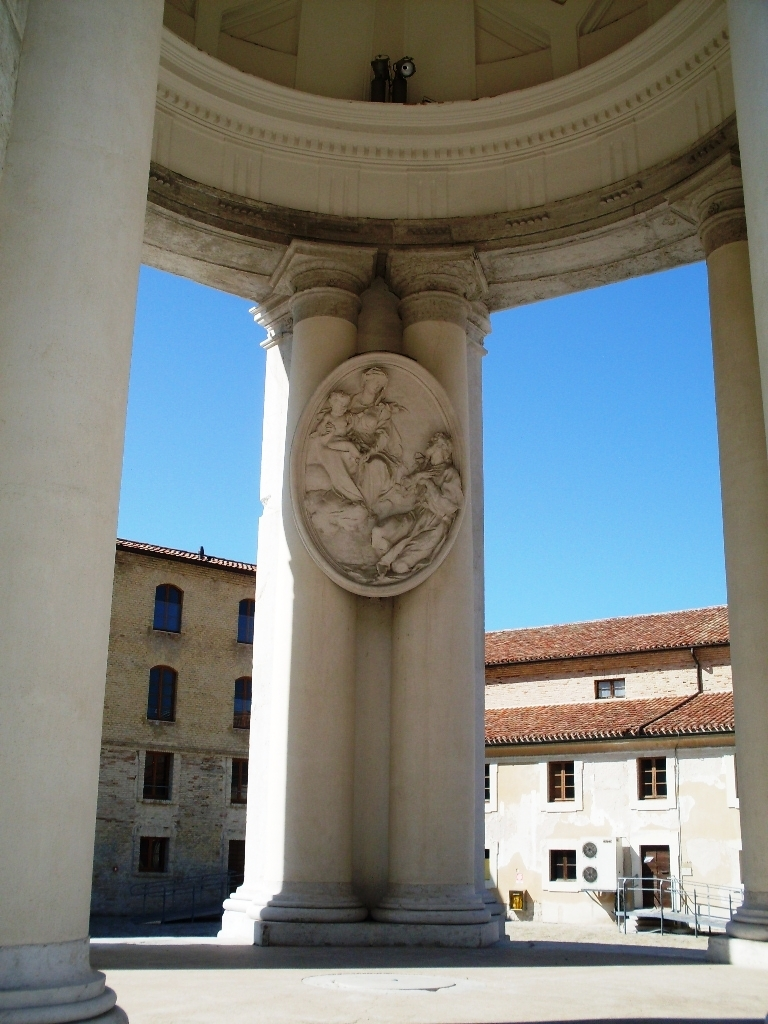
Tempietto.
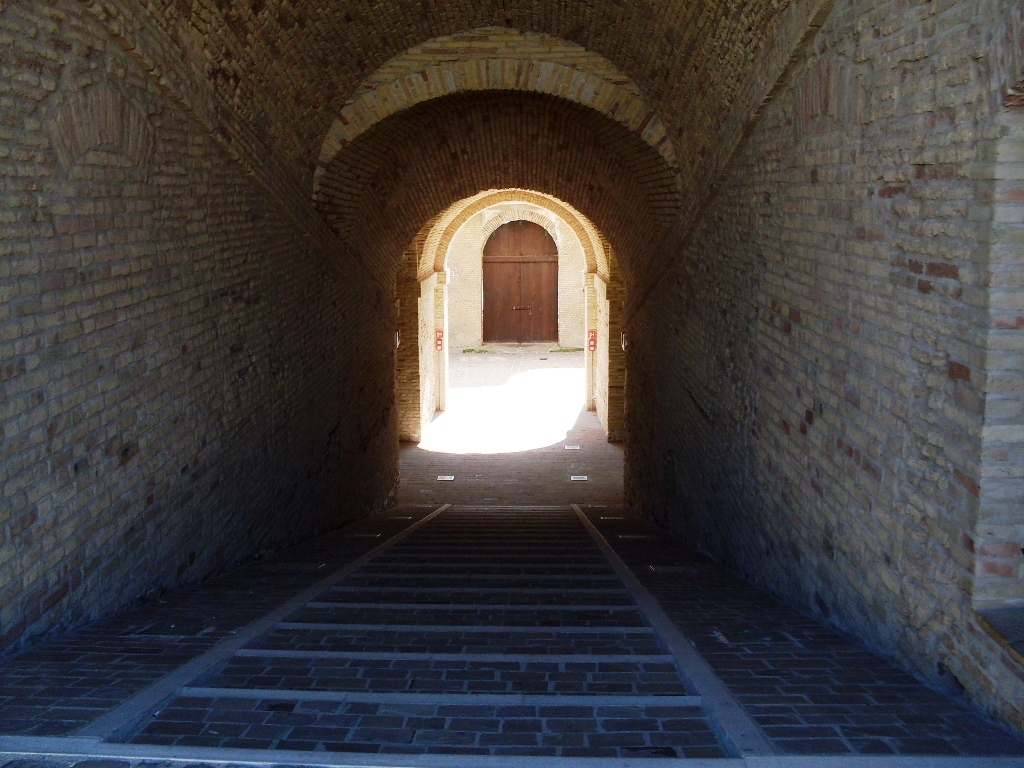
Gång i anläggningen.
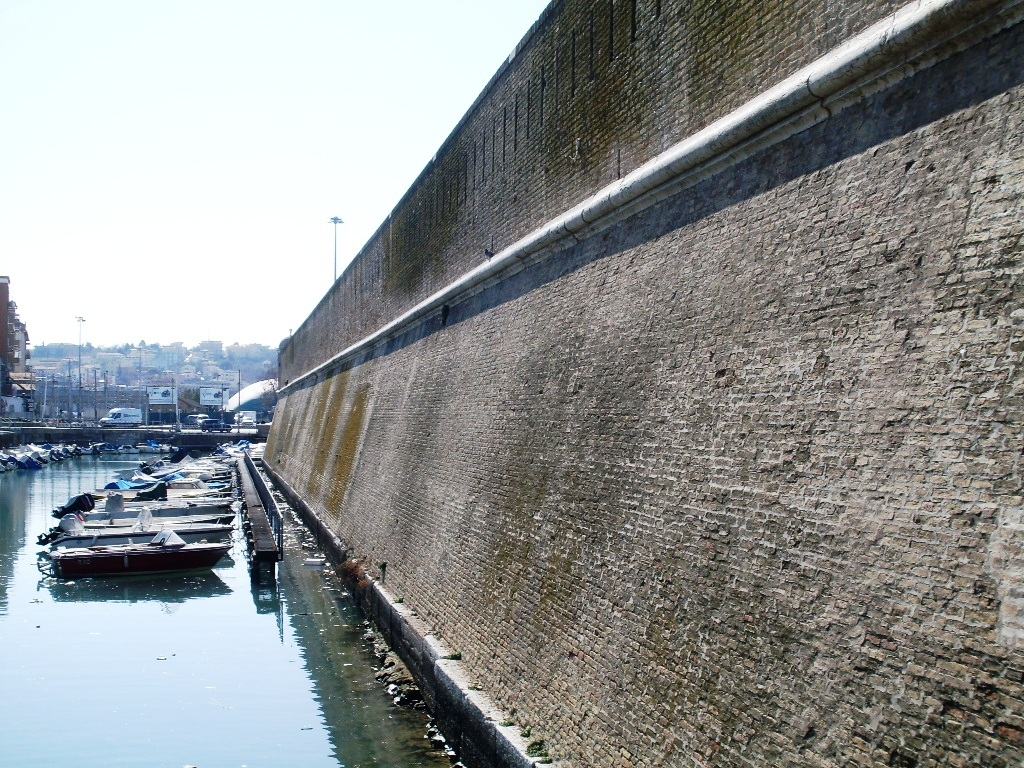
Yttre mur.
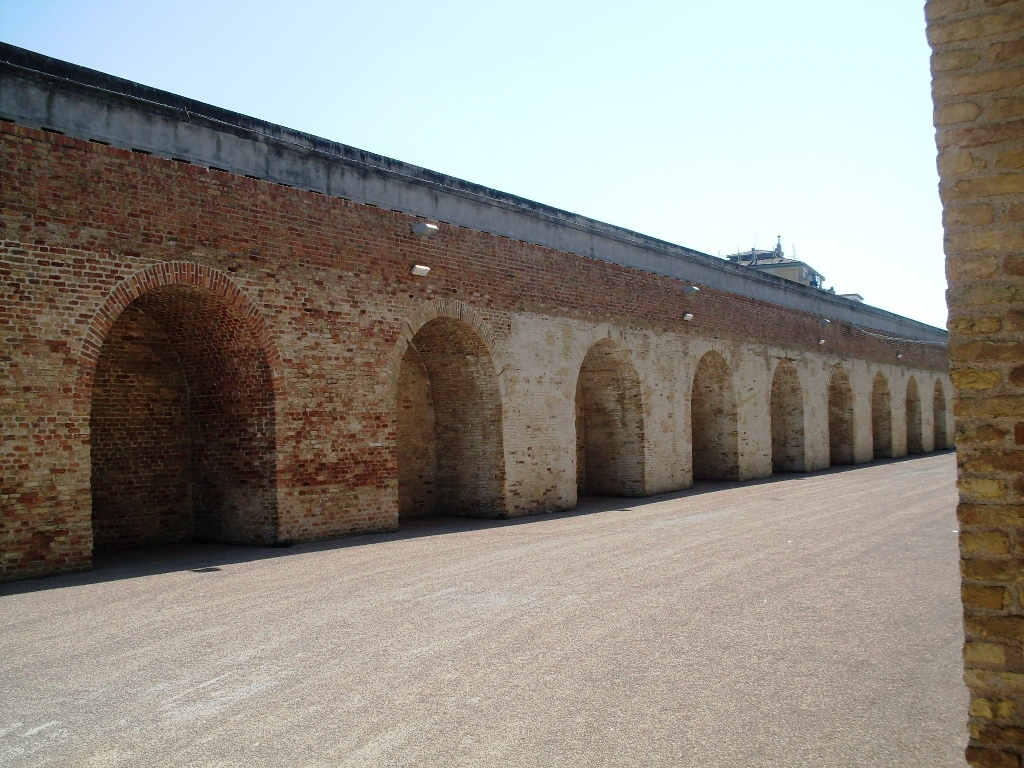
Insida av mur.